# Saeed Al-Hajri
Saeed Al-Hajri, dit The King of Dunes, est un pilote automobile qatari, né le 11 novembre 1950 à Doha au Qatar.

## Biographie
Al Hajri est le vainqueur des deux premières éditions du Championnat du Moyen-Orient des rallyes, a remporté 18 victoires internationales en rallyes (11 en MERC), et est aussi le premier arabe à remporter des points dans les championnats d'Europe et du Monde de rallyes, ainsi qu'à devenir le vainqueur d'une course de sport automobile hors du moyent-orient (en 1989).
Son équipe fut le Rothmans Porsche Rally Team de 1984 à 1986, et le Rothmans Ford Team de 1989 à 1990.

## Palmarès

### Titres
- Double champion du Moyen-Orient des Rallyes FIA (MORC), en 1984 et 1985, sur Porsche 911 SC RS;
- Champion du Moyen-Orient des Rallyes en 1984, sur Porsche 911 SC RS;
- Double champion du Golfe Persique des rallyes en 1983 et 1984, sur Porsche 911 SC RS;

### Victoires
- 11 victoires en MORC, dont les 10 suivantes :
- 1983, 1984, 1985, 1987, 1989 et 1992 : Rallye du Qatar ;
- 1983, 1985 et 1986 : Rallye de Jordanie ;
- 1984 : Rallye de Dubai ;
- 1989 : Rallye International Cork ;
- 1993 : rallye de Tunisie, sur Mitsubishi (copilote le français Henri Magne) ;

### Autres podiums notables
- 2e du rallye du Liban MERC en 1988, sur Ford Sierra Cosworth (copilote son frère Moubarak Al-Hajri);
- 4e du rallye de Chypre ERC en 1983, sur Opel Ascona 400 (copilote John Spiller);
- 4e du rallye de l'Acropole WRC en 1986, sur  Porsche 911 SC RS (copilote J.Spiller);
- 5e du rallye de l'Acropole WRC en 1985, sur  Porsche 911 SC RS (copilote J.Spiller);
- 6e du rallye Paris-Dakar en 2002, à 52 ans, sur Mitsubishi (copilote Matthew Stevenson);
- 8e du rallye de Nouvelle-Zélande WRC en 1989, sur Ford Sierra  MK1 (copilote Steve Bond).

### Victoires en rallye-raid
- 1985: Rallye des Pharaons, avec Spiller sur Porsche;
- 1993: Abu Dhabi Desert Challenge, avec le français Henri Magne sur Mitsubishi Pajero;
- 2007: Rallye de Transsibérie;